# Sphenella hessei
Sphenella hessei är en tvåvingeart som först beskrevs av Munro 1929.  Sphenella hessei ingår i släktet Sphenella och familjen borrflugor. Inga underarter finns listade i Catalogue of Life.